# Pozjarski (wisselplaats)
Pozjarski (Russisch: Пожарский) is een plaats (posjolok bij wisselplaats) in de selskoje poselenieje van Bezverchovo binnen het district Chasanski in het uiterste zuidwesten van de Russische kraj Primorje. De plaats werd gesticht in 1942 en telt 17 inwoners (1 januari 2005) en vormt daarmee een van kleinste nederzettingen van het district.

## Geografie
De nederzetting ligt aan de rivier de Bolsjaja Zmejka ("Grote Zmejka"), op 5 kilometer van haar uitstroom in de Narvabocht van de Amoerbaai (binnen de Baai van Peter de Grote). Het gehucht is via een weg van 10 kilometer verbonden met de rijksweg Razdolnoje - Chasan (A189). De plaats ligt over de weg op 37 kilometer van het districtcentrum Slavjanka en ongeveer 160 kilometer van Vladivostok.
Bestuurlijk centrum: Slavjanka

Andrejevka · Bamboerovo · Barabasj · Barsovy · Baza Kroeglaja · Bezverchovo · Chasan · Filippovka · Gvozdevo · Kamysjovoje · Kedrovaja · Kraskino · Kravtsovka · Lebedinoje · Majak Bjoesse · Majak Gamova · Narva · Ovtsjinnikovo · Perevoznoje · Pojma · Posjet · Pozjarski · Primorski · Provalovo · Risovaja Pad · Rjazanovka · Romasjka · Sjachtjorskoje · Soechaja Retsjka · Soechanovka · Tsoekanovo · Vitjaz · Zajsanovka · Zanadvorovka · Zaroebino